# دومينغو غونزاليس
دومينغو غونزاليس (بالإسبانية: Domingo González)‏ (24 ديسمبر 1947 بتوماكو في كولومبيا - 16 يوليو 1979 في كولومبيا) هو لاعب كرة قدم كولومبي في مركز الوسط، شارك في الألعاب الأولمبية الصيفية 1972. ولعب مع إنديبنديينتي سانتا في.

## وصلات خارجية
- دومينغو غونزاليس على موقع أوليمبيديا (الإنجليزية)